# نموذج السحب التعاوني

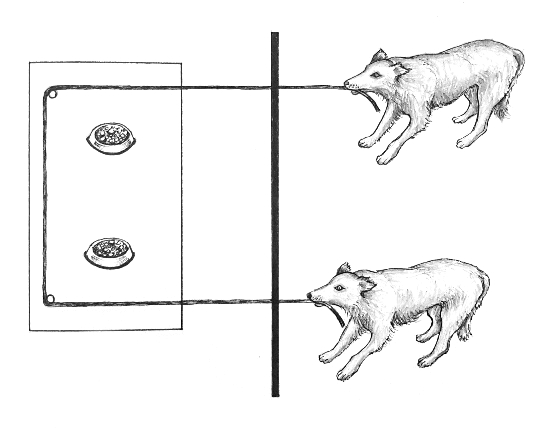
تجربة سحب تعاونية مع الكلاب

نموذج السحب التعاوني (بالإنجليزية: cooperative pulling paradigm)‏ هو تصميم تجريبي يقوم فيه حيوانان أو أكثر بسحب المكافآت نحو أنفسهم عبر جهاز لا يمكنهم تشغيله بنجاح إذا عملوا بمفردهم. يقوم الباحثون ( علماء السلوك الحيواني ، وعلماء النفس المقارن ، وعلماء النفس التطوري ) باستخدام تجارب السحب التعاونية لمحاولة فهم كيفية عمل التعاون وكيف ومتى تطور .
قد يختلف نوع الجهاز المستخدم في تجارب السحب التعاونية. قامت الباحثة ميريديث كروفورد ، التي اخترعت النموذج التجريبي في عام 1937، باستخدام آلية تتكون من حبلين متصلين بمنصة متدحرجة، وكانت ثقيلة جدًا بحيث لا يمكن لشمبانزي واحد أن يسحبها. الجهاز القياسي (بالإنجليزية: standard apparatus)‏ هو الذي يتم فيه تمرير خيط أو حبل واحد عبر حلقات على منصة متحركة. إذا قام مشارك واحد فقط بسحب الخيط، فإنه ينفك ولا يمكن استعادة المنصة. يمكن للمشاركين أن ينجحوا فقط إذا تعاونوا وقاموا بالتنسيق معاً؛ النجاح بالصدفة أمر غير مرجح إلى حد كبير. وهناك من الباحثين من صمم أجهزة تتضمن مقابض بدلاً من الحبال.
العديد من الحيوانات تحصل على المكافآت في مهام السحب التعاونية، ولكن على الرغم من ذلك إلا أن الاستنتاجات المتعلقة بالتعاون مختلطة ومعقدة. يبدو أن الشمبانزي، والبونوبو ، وإنسان الغاب ، والكبوشيين ، والطمارين ، والذئاب ، والفيلة ، والغربان ، وكيا يفهمون متطلبات المهمة. على سبيل المثال، في حالة التأخير، يتمكن الحيوان الأول من الوصول إلى الجهاز قبل الآخر. إذا كان الحيوان ينتظر شريكه قبل أن يسحبه فإن هذا يوحي بفهم التعاون. الشمبانزي والفيلة والذئاب والكلاب والغربان والكيا تنتظر؛ أما الببغاوات الرمادية والغراب وثعالب الماء لا تنتظر. يعاقب الشمبانزي السلوك التنافسي الأولي (تناول الطعام دون سحب الحيوانات أو إزاحتها) بحيث يكون التعاون هو القاعدة.
أما بالنسبة لتطور التعاون، فإن الأدلة المستمدة من تجارب السحب التعاوني تدعم النظرية القائلة بأن التعاون تطور عدة مرات بشكل مستقل. إن حقيقة وجود الخصائص الأساسية للتعاون في بعض الثدييات وبعض الطيور تشير إلى حالة من التطور التقاربي .

## الخلفية
تتعاون العديد من أنواع الحيوانات في البرية.  تمت ملاحظة الصيد التعاوني في الهواء (على سبيل المثال، بين صقور أبومادو )،  على الأرض (على سبيل المثال، بين الأسود )،  في الماء (على سبيل المثال، بين الحيتان القاتلة )،  وتحت الأرض (على سبيل المثال، بين النمل السائق ).  تشمل الأمثلة الإضافية للتعاون الآباء وغيرهم الذين يعملون معًا لتربية الصغار  (على سبيل المثال، بين الفيلة الأفريقية ). 
اهتم الباحثون من مختلف التخصصات بالتعاون في مجال الحيوانات.  يدرس علماء السلوك الحيواني سلوك الحيوان بشكل عام.  يهتم علماء النفس المقارن بالأصول والاختلافات والقواسم المشتركة في القدرات النفسية بين أنواع الحيوانات.  يبحث علماء النفس التطوري في أصل السلوك البشري والإدراك، حيث إن المجتمعات البشرية مبنية على الأنشطة التعاونية.  
يتم اعتبار الحيوانات متعاونة إذا أخذ الشركاء في الاعتبار سلوك بعضهم البعض لتحقيق الهدف المشترك. هناك مستويات مختلفة من التعاون. من تنفيذ إجراءات مماثلة، إلى التزامن (إجراءات مماثلة يقومون بتنفيذها في انسجام تام)، ثم التنسيق (إجراءات مماثلة يقومون بتنفيذها في نفس الوقت والمكان)، وأخيرًا التعاون (إجراءات تكميلية يقومون بتنفيذها في نفس الوقت والمكان) .   يستخدم الباحثون التجارب الخاضعة للرقابة لتحليل الاستراتيجيات التي تطبقها الحيوانات المتعاونة، وللتحقق من الآليات الأساسية التي تقود الأنواع إلى تطوير السلوك التعاوني.  

## الطريقة
نموذج السحب التعاوني هو تصميم تجريبي يستطيع فيه فردان أو أكثر سحب المكافآت نحو أنفسهم عبر جهاز لا يمكنهم تشغيله بنجاح بمفردهم، وفي الغالب هم حيوانات.  نموذج السحب التعاوني هو النموذج الأكثر شيوعًا لاختبار التعاون في الحيوانات. 

### الجهاز

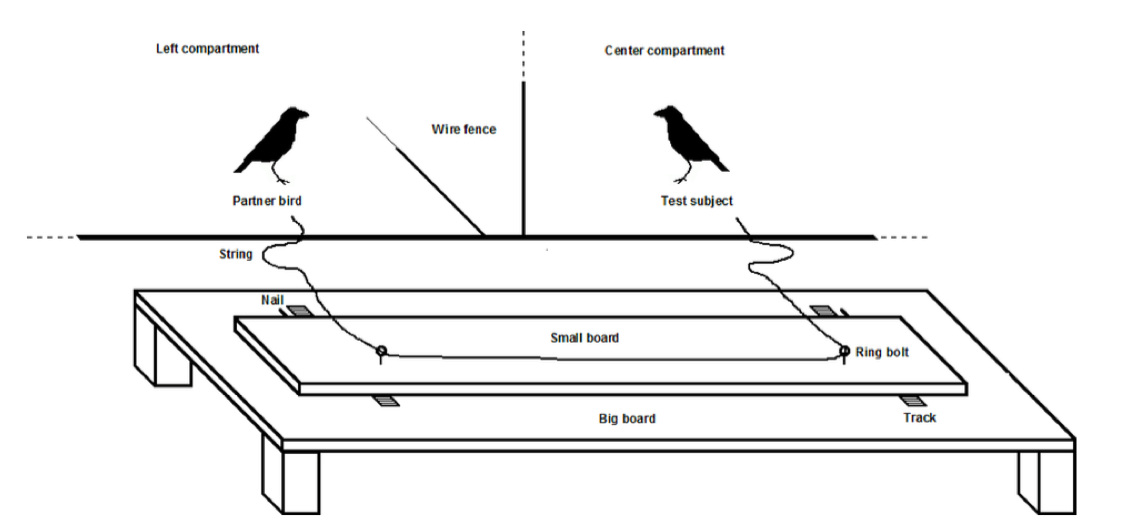
جهاز ذو خيط فضفاض: لن تنزلق المنصة إلى متناول اليد إلا إذا قام كلا الحيوانين بالسحب في نفس الوقت. إذا قام حيوان واحد فقط بسحب الخيط فسوف ينفك.

قد يختلف نوع الجهاز المستخدم في تجارب السحب التعاونية. الباحث ميريديث كروفورد ، الذي اخترع النموذج التجريبي في عام 1937 أثناء وجوده في مركز يركس الوطني لأبحاث الرئيسيات (بالإنجليزية: Yerkes National Primate Research Center)‏، استخدم جهازًا يتكون من حبلين متصلين بصندوق كان ثقيلًا جدًا بحيث لا يمكن سحبه بواسطة شمبانزي واحد.   يُستخدم الجهاز القياسي في مهمة الخيوط السائبة، التي صممها هيراتا في عام 2003، حيث يتم تمرير خيط أو حبل واحد عبر حلقات على منصة متحركة. في حال قام مشارك واحد فقط بسحب الخيط، فإنه ينفك ولا يمكن استعادة المنصة.   يجب عليهم التنسيق معًا حتى يستطيع المشاركين أن ينجحوا؛ من غير المرجح أن ينجحوا بالصدفة.  قام بعض الباحثين بتصميم أجهزة تتضمن مقابض بدلاً من الحبال.   وقد جادل دي وال وبروسنان بأن الأجهزة الإلكترونية المعقدة لا تساعد على التوصل إلى نتائج تتعلق بالتعاون. وهذا على النقيض من أجهزة السحب الميكانيكية، حيث يمكن للحيوانات أن ترى وتشعر بسحبها له تأثير فوري.  المهام التي يقوم المشاركين فيها بأدوار مختلفة في التعاون، مثل أن يقوم أحدهم بسحب مقبض والآخر يحتاج إلى إدخال عصا، لا تعتبر ضمن نموذج السحب التعاوني. 

### المواضيع
شارك أقل من عشرين نوعًا في تجارب السحب التعاونية حتى الآن: الشمبانزي،  البونوبو،  إنسان الغاب،  قرود الكبوشي،  قرد الطمارين،  قرود المكاك،  البشر،  الضباع،  الذئاب،  الكلاب،  الفيلة،  ثعالب الماء،  الدلافين،  الغراب،  الغربان،  الببغاء،  والكيا.   اختار الباحثون الأنواع التي تتعاون في البرية (على سبيل المثال، الكبوشين)،  تعيش في الهياكل الاجتماعية (على سبيل المثال، الذئاب)،  أو لديها قدرات معرفية معروفة (على سبيل المثال، إنسان الغاب). .  معظم الحيوانات المشاركة كانت تحت رعاية الإنسان في مركز أبحاث الحيوان؛   عاش البعض بشكل شبه حر في ملاذ في بيئتهم الطبيعية.   شملت إحدى الدراسات الحيوانات الحرة ( قرود المكاك البربري ) في البرية. 

### الشروط
حتى يتوصلوا إلى استنتاجات بشأن التعاون، صمم الباحثون تجارب مع ظروف مختلفة.   

#### التأخير
الحيوان الأول لديه حق الوصول إلى الجهاز قبل الحيوان الآخر. في حال عدم انتظار الحيوان شريكه فهذا يدل على عدم فهم متطلبات التعاون الناجح.  

### التوظيف
يقوم الكائن بتجنيد شريكه (على سبيل المثال عن طريق فتح الباب) عندما تحتاج المهمة للتعاون. 

#### الاختيار الشريك
يجب على الحيوان الأول اختيار الحيوان الذي يريده كشريك من بين الزوجين.  في بعض الأحيان، قد تنضم الحيوانات الفردية من داخل المجموعة إلى حيوان موجود بالفعل في الجهاز. 

#### الاختيار الجهاز
في منطقة الاختبار يوجد جهازان متطابقان وليس جهاز واحد. وبالتالي تستطيع الحيوانات أن تقرر العمل إما على نفس الشيء (مما قد يؤدي إلى النجاح) أو على أشياء مختلفة (مما سيؤدي إلى الفشل).  يتكون التصميم الآخر من جهازين مختلفين. وبالتلي يستطيع الحيوان الأول أن يقرر ما إذا كان سيستخدم جهازًا يستطيع تشغيله بمفرده أو جهازًا يحتاج وجود شريك ينتظره.   يتكون الإصدار "بدون حبل" من جهازًا يكون فيه كل شيء كما هو باستثناء الحبل الموجود على جانب الشريك والذي يتم لفه ولا يمكن للشريك الوصول إليه. 

#### الجائزة
قد تكون المكافآت عبارة عن طعام مقسم بالتساوي على وعاءين أمام كل حيوان، أو في وعاء واحد فقط. قد يختلف نوع الطعام من عدة قطع صغيرة إلى كتلة واحدة كبيرة.  بالاشتراك مع اختيار الجهاز، غالبًا ما تكون مكافأة جهاز المهام المشتركة ضعف مكافأة الجهاز الفردي.  هناك اختلاف آخر وهو جهاز معدل حيث يحصل أحد الشريكين على الطعام قبل الآخر، مما يتطلب من الأول الاستمرار في السحب على الرغم من حصوله على المكافأة بالفعل. 

#### الرؤية
عادةً، تستطيع الحيوانات رؤية بعضها البعض، ورؤية جميع المكافآت، وجميع أجزاء الجهاز. في بعض الأحيان يتم وضع فاصل غير شفاف بحيث لا تتمكن الحيوانات من رؤية بعضها البعض، ولكن لا يزال باستطاعتها رؤية كلا المكافأتين وبذلك يتم تقييم التواصل البصري. 

#### التمرين
في الغالب يتم تدريب الحيوانات أولاً باستخدام جهاز يمكن تشغيله بواسطة فرد واحد. على سبيل المثال، أن يكون طرفا الخيط فوق بعضهما البعض ويمكن لحيوان واحد أن يسحب كلا الطرفين. يمكن استخدام طريقة لتمديد المسافة بين نهايات الخيط تدريجيًا وهو ما يسمى بتقنية التشكيل،  ويمكن أيضاً من خلال تمديد طول فترة التأخير تدريجيًا بين وصول الحيوان الأول والثاني إلى الجهاز. 

## الموجودات

### الملخص
العديد من الحيوانات تحصل على المكافآت في مهام السحب التعاونية، ولكن على الرغم من ذلك إلا أن الاستنتاجات المتعلقة بالتعاون معقدة.   بعض الباحثين أرجعوا التعاون الناجح إلى العمل العشوائي المتزامن،  أو إلى السلوك التفاعلي البسيط المتمثل في سحب الحبل عندما يتحرك.  العديد من التجارب مع الكبوشيين والضباع والببغاوات والغراب قد فشلت لأن أحد الشركاء انسحب دون حضور الشريك الآخر، وهذا يدل على أنها لا تفهم معنى التعاون.  عدد قليل من الباحثين فسّر الأمر على أن الحيوانات قد تفهم التعاون إلى حد ما ولكنها على الرغم من ذلك ربما لا تستطيع مقاومة الرغبة في الحصول على الطعام الذي أمامها. 
ولكن هناك أدلة على أن بعض الأنواع تفهم للتعاون وتقوم بالتنسيق المتعمد لتحقيق الهدف.   على وجه التحديد، الشمبانزي،  البونوبو،  إنسان الغاب،  قرد الطمارين،  الكبوشي،  الفيلة،  الذئاب،  الغربان،  والكيا . ينتظر الشمبانزي شريكًا له ويطلب المساعدة بنشاط عند الحاجة.  ويبدو أنهم يتذكرون النتائج السابقة لتوظيف الشريك الأكثر فعالية.  في إطار المجموعة، يعاقب الشمبانزي السلوك التنافسي الأولي (تناول الطعام دون سحب الحيوانات وإزاحتها) بحيث يكون التعاون الناجح في النهاية هو القاعدة.  البونوبو، وهي حيوانات اجتماعية ذات مستويات تحمل أعلى، يمكنها أن تتفوق على الشمبانزي في بعض المهام التعاونية.  تنتظر الأفيال لمدة 45 ثانية حتى يصل الشريك قبل أن تبدأ مهمة السحب التعاونية؛  وتنتظر الذئاب شريكها لمدة 10 ثواني قبل أن تبدأ مهمة السحب.  الكلاب التي يتم تربيتها كحيوانات أليفة قادرة أيضًا على انتظار الشريك، ولو لبضع ثوانٍ فقط؛  أما بالنسبة لكلاب التعبئة فهي نادرا ما تنجح في السحب التعاوني في أي حالة.  أما من بين الطيور، فتستطيع الغربان تعلم الانتظار بعد العديد من التجارب،  قامت كيا بتسجيل الرقم القياسي في انتظار الشريك، وهو 65 ثانية.  معرفة وجود الشريك لا يكفي وحده للنجاح: لوحظ أن معدل نجاح اثنين من الكبوشيين قد انخفض عندما تم وضع حاجز به ثقب صغير بينهما حيث أنه يعيق الرؤية بينهما. 
في عام 2008، وضّح سيد وكلايتون وإيمري أن دراسة الآليات المباشرة التي يقوم عليها التعاون في الحيوانات كانت في مهدها، وأحد الأسباب المهمة لحدوث ذلك هو ضعف أداء الحيوانات مثل الشمبانزي في الاختبارات المبكرة التي لم تأخذ عوامل مثل التسامح بين الأفراد داخل الحساب.  في عام 2006، بيّن ميليس وهير وتوماسيلو تأثير شدة مستويات التسامح بين أقراد الشمبانزي على أدائهم في المهام التعاونية.  ومنذ ذلك الوقت سلطت العديد من الدراسات الضوء على حقيقة أن التسامح له تأثير مباشر على نجاح التعاون، حيث أنه كلما كان الحيوان أكثر تسامحًا مع الطعام كلما كان أداؤه أفضل.  تبدو الحيوانات التابعة ببساطة غير مستعدة للمخاطرة بالتعرض للهجوم من قبل الحيوانات المهيمنة المتعصبة، حتى لو كان ذلك يعني أنها لن تحصل على الطعام أيضًا.  يمكن القول أنه لن ينشأ التعاون بين الافراد إذا لم يتمكنوا من تقاسم الغنائم التي حصلوا عليها من خلال جهدهم المشترك.  بالإضافة إلى أن الطبع (سواء كان خجولاً او جريئاً) يتنبأ بالنجاح. 

### الرئيسيات

#### الشمبانزي

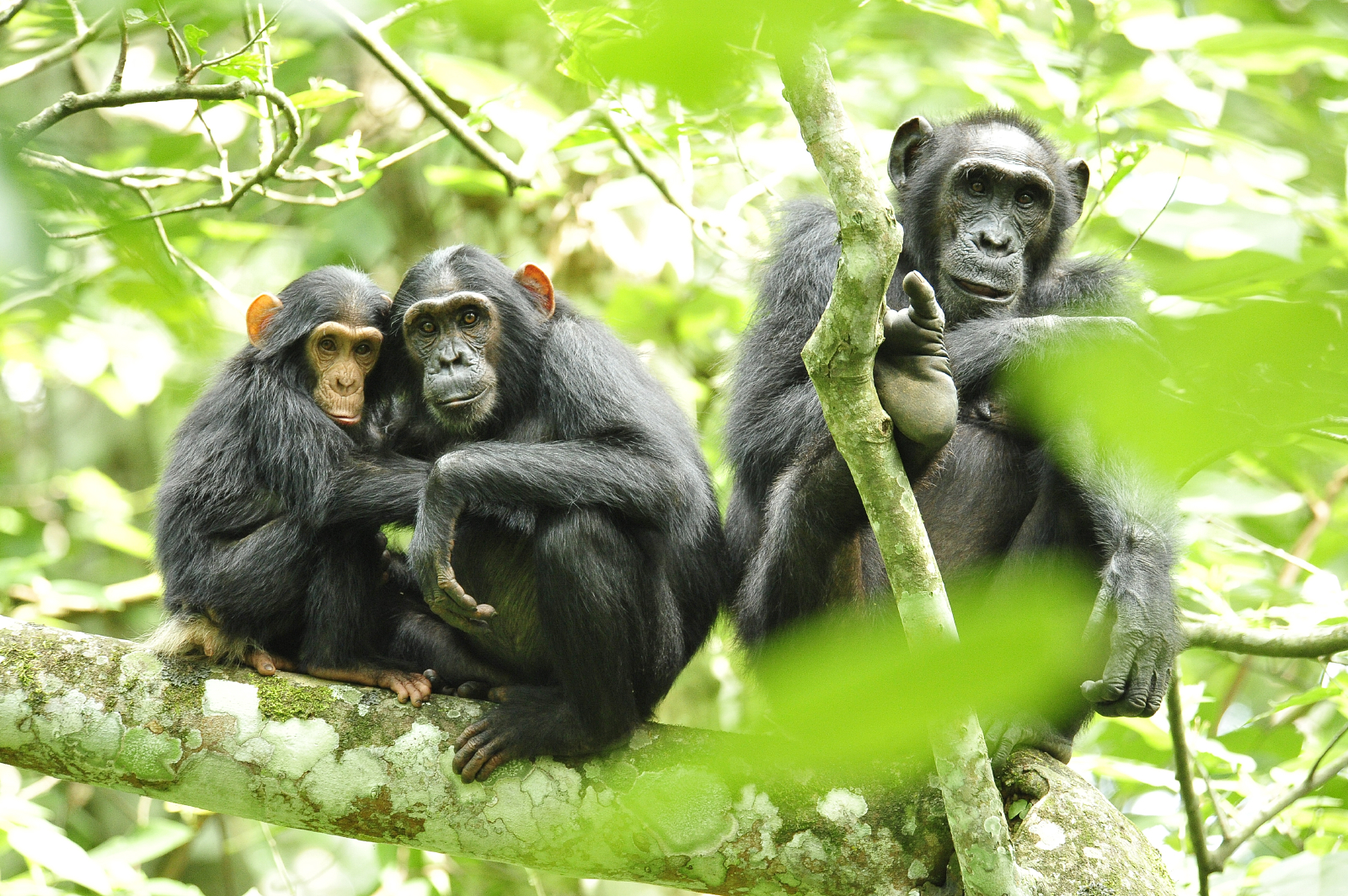
الشمبانزي

الشمبانزي حيوان ذكي واجتماعي.  تتعاون حيوانات الشمبانزي في البرية للصيد والسيطرة على الجماعات المتنافسة والدفاع عن أراضيهم.  العديد من تجارب السحب التعاونية تضمنت حيوانات الشمبانزي.   أول تجربة سحب تعاونية على الإطلاق شملت الشمبانزي الأسيرة. في ثلاثينيات القرن العشرين، كان كروفورد طالبًا وباحثًا في مركز يركس الوطني لأبحاث الرئيسيات.  في 1937 نشر دراسة عن عملية سحب حبال متصلة بصندوق يقوم بها اثنين من صغار الشمبانزي أسماؤهم بولا وبيمبا، كان من غير الممكن سحب الصندوق بواسطة قرد واحد فقط بسبب الثقل الشديد للصندوق، وكان هناك طعام في أعلى الصندوق. قام المشاركون بمزامنة سحبهم وتمكنوا من الحصول على مكافأة الطعام في أربع إلى خمس عمليات سحب قصيرة. في الجزء الثاني من الدراسة، تم إطعام بولا كثيرًا قبل الاختبار لدرجة أنها لم تعد مهتمة بمكافأة الطعام. حاولت بيمبا طلب مساعدة بولا في المهمة من خلال وخزها ودفع يدها للحبل ونجحت بذلك.   في تجربة متابعة مع سبعة أزواج من الشمبانزي، لم يجد كروفورد أيًا من القرود يتعاون بشكل عفوي. ولم يتمكنوا من العمل معًا للحصول على الطعام إلا بعد تدريب مكثف. كما فشلوا أيضًا في نقل هذه المهارة الجديدة إلى مهمة مختلفة قليلاً، حيث كانت الحبال تتدلى من السقف.  
تم الحصول على نتائج مختلطة مماثلة، لا تتطابق مع القدرات التعاونية التي لوحظت لدى الشمبانزي في البرية، في دراساتٍ لاحقة أجراها باحثون آخرون باستخدام مجموعة متنوعة من الإعدادات التجريبية، بما في ذلك مهمةَ الخيوط الفضفاضة التي ابتكرها هيراتا.   وجد بوفينيلي وأونيل، على سبيل المثال، عدم قدرة الشمبانزي المدرب على تعليم الشمبانزي الساذج التعاون في مهمة سحب الصناديق المشابهة لمهمة كروفورد.   وجد تشالمو وجالو أن اثنين فقط من الشمبانزي يتعاونان باستمرار في مهمة سحب المقبض، من خلال إمساك أحد القرود بمقبضه وانتظار الآخر لسحب المقبض. ووصلوا في النهاية إلى أن القدرات المعرفية المحدودة لم تكن السبب في عدم النجاح على نطاق واسع بل السبب الحقيقي كان العوامل الاجتماعية، توصلوا إلى ذلك بعد أن لاحظوا أن الشمبانزي المسيطر يتحكم في الجهاز ويمنع الآخرين من التفاعل والمشاركة. 
تم إجراء تجربة من أجل التحكم في مثل هذه العوامل الاجتماعية بواسطة كل من ميليس وهير وتوماسيلو. وفي مهمة تعاونية فضفاضة دون تدريب، قارنوا قدرة أزواج من الشمبانزي الأسيرة (الذين كانوا في بيئة غير متعاونة على استعداد لتقاسم الطعام مع بعضهم البعض) مع أزواج كانوا أقل ميلا للقيام بتقاسم الطعام. وبيّنت النتائج أن تقاسم الغذاء كان مؤشراً جيداً للنجاح في مهمة السحب التعاونية. وفي النهاية وصل ميليس وهير وتوماسيلو إلى أن النتائج المختلطة في الماضي يمكن تفسيرها جزئيًا على الأقل بالفشل في السيطرة على مثل هذه القيود الاجتماعية.  في دراسة متابعة مع الشمبانزي شبه الحر، مرة أخرى باستخدام مهمة الخيط الفضفاض، قدم الباحثون مهمة التأخير، حيث تم اختبار الكائنات في قدرتها على انتظار الشريك. وبعد إتقان هذه المهمة، شاركوا في مهمة جديدة مصممة لقياس قدرتها على تجنيد الشريك. ووجدوا أن القرود لا تقوم بتجنيد شريك (عن طريق فتح الباب) إلا إذا كانت المهمة تتطلب التعاون. وعندما أُتيحت الفرصة للقرود للاختيار بين الشركاء، قامت باختيار الشريك الأكثر فعالية، استناداً إلى تجربتها مع كل فرد منهم سابقًا.  
جادل سوشاك، وإيبلي، وكامبل، وفيلدمان، وكوارلز، ودي وال بأنه حتى عندما يتم أخذ العلاقات الاجتماعية في الاعتبار عند القيام بالتجارب، فإن النتائج على الرغم من ذلك لا تتطابق مع قدرات التعاون التي لوحظت في البرية.  لقد قاموا بزيادة الصلاحية البيئية لتجاربهم عن طريق وضع جهاز سحب المقبض في بيئة مجموعة مفتوحة، وبالتالي يسمح للشمبانزي الأسيرة بأنفسهم باختيار التفاعل معه أم لا، ومع من يتفاعلون. كما أنهم امتنعوا عن أي تدريب، ولم يقدموا سوى أقل قدر ممكن من التدخل البشري، وزادوا المدة إلى فترة أطول بكثير من أي اختبار تم إجراؤه على الإطلاق، حيث أنهم مددوها إلى 47 يومًا من الاختبارات لمدة ساعة واحدة.   قام الشمبانزي لأول مرة باكتشاف أن النجاح من الممكن أن يحدث بالتعاون، ولكن بسبب إدراك المزيد من الأفراد لهذه الطريقة الجديدة للحصول على الطعام، زادت المنافسة بينهم، وأخذت شكل القردة المهيمنة التي تحل محل الآخرين، واحتكار الأجهزة، والاستغلال الحر كتناول الطعام الذي عمل الآخرون من أجله. بسبب هذه المنافسة، عدد أقل من الأعمال التعاونية كان ناجحاً.  استطاعت المجموعة من استعادة وزيادة مستويات السلوك التعاوني من خلال تقنيات الإنفاذ المختلفة حيث أن الأفراد المهيمنون لم يتمكنوا من تجنيد شركاء لهم وتخلوا عن الجهاز، وقد قوبل النزوح باحتجاجات عدوانية، وتمت معاقبة المستغلين من قبل محكمين من طرف ثالث.  عندما كرر الباحثون هذه التجربة مع مجموعة جديدة من الشمبانزي الذين لم ينشئوا بعد تسلسلًا هرميًا اجتماعيًا، وجدوا مرة أخرى أن التعاون يتغلب على المنافسة على المدى الطويل.  لاحقاً، وجد سوتشاك وواتزيك وكوارلز ودي وال أن المبتدئين يتعلمون بسرعة في حضور الخبراء في دراسة تم إجراؤها على خليط من المبتدئين والخبراء، على الرغم من أنه قد لا يكون لديهم الفهم الكامل للمهمة. 
قام كل من غرينبرغ، وهامان، ووارنكن، وتوماسيلو باستخدام جهازاً معدّلاً يحتاج سحب اثنين من الشمبانزي الأسيرات، ولكنهم قاموا بتوصيل الطعام إلى قرد واحد أولاً. ولاحظوا أنه في العديد من التجارب، استمرت القرود التي حصلت بالفعل على مكافأة من الجهد المشترك في السحب لمساعدة شريكها في الحصول على طعامه.  لم يكن هؤلاء الشركاء بحاجة إلى الإشارة لطلب المساعدة، مما يدل على وجود فهم لما هو مطلوب. 

#### البونوبو

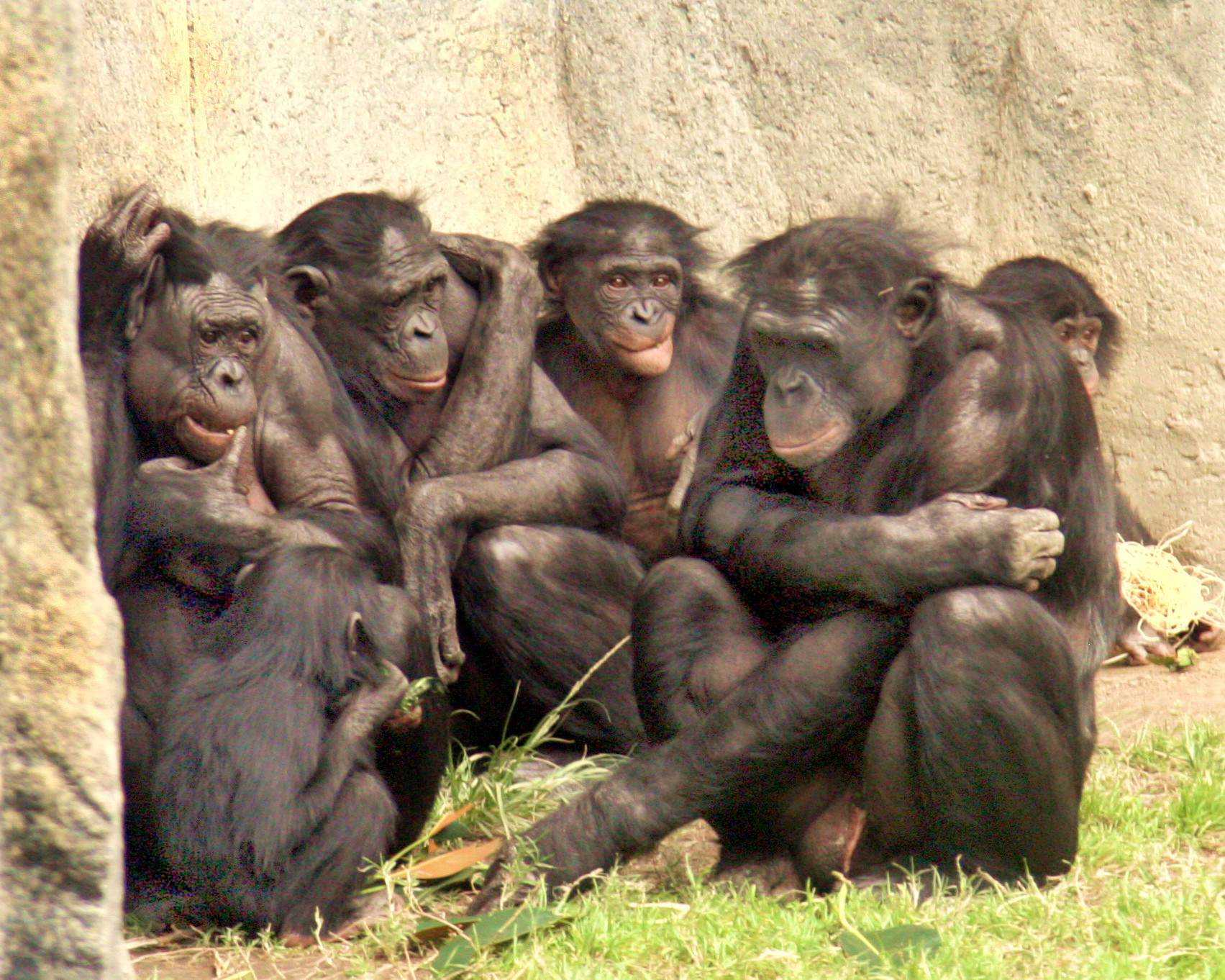
البونوبو

تعتبر البونوبو حيوانات اجتماعية تعيش في هياكل هرمية أقل من الشمبانزي. انطلق هير وميليس ووودز وهاستينغز ورانغهام لمقارنة التعاون بين الشمبانزي والبونوبو. قاموا أولاً بإجراء تجربة تغذية مشتركة لكل نوع. تم إعطاء أزواج من البونوبو طبقين من الطعام. في بعض التجارب، إما أن الطبقين يحتويان على شرائح من الفاكهة؛ أو كان إحدى تلك الأطباق فارغًا والآخر كان يحتوي على شرائح فاكهة؛ أو أن إحدى الاطباق كان فارغًا والآخر يحتوي على شريحتين فقط من الفاكهة. ثم قاموا باستخدام نفس الإعداد لأزواج الشمبانزي. عندما كان هناك طعام في كلا الطبقين، لم يكن هناك اختلاف في السلوك بين البونوبو والشمبانزي. ولكن عندما كان إحدى الأطباق فقط يحتوي على الطعام، كان البونوبو أكثر مشاركة للطعام من الشمبانزي. وكان البونوبو أكثر تسامحًا مع بعضهم البعض من الشمبانزي.  بعد ذلك، أجرى الباحثون مهمة تعاون غير متماسكة مع كلا الطبقين المليئين بالطعام القابل للمشاركة. والنتيجة كانت أن معدلات النجاح مماثلة لدى البونوبو والشمبانزي، حيث أن 69% من أزواج الشمبانزي و50% من أزواج البونوبو قاموا بحل المهمة تلقائيًا مرة واحدة على الأقل أثناء جلسة الاختبار المتمثلة بست تجارب. 
وبعد مرور عام، قاموا بتجربة ثالثة تم فيها تنفيذ نفس مهمة التعاون ولكن الآن مع توزيعات مختلفة للطعام. تفوقت البونوبو على الشمبانزي في الحالة التي كان فيها إحدى الأطباق فقط يحتوي على الطعام وكان الطعام متكتلًا مما يسهل احتكار مكافأة الطعام. تعاون البونوبو في كثير من الأحيان في هذه الحالة. في المتوسط، كان شريك واحد من الشمبانزي يحتكر المكافآت الغذائية أكثر من البونوبو الواحد. وفي الحالة التي كان فيها الطبقان مملوءان بالطعام، كان أداء الشمبانزي والبونوبو مشابهًا، كما فعلوا في العام السابق. وفي النهاية خلص الباحثون إلى أن الاختلافات في العمر أو العلاقات أو الخبرة لم تكن السبب في الاختلافات في الأداء، وإنما مستوى التسامح العالي للبونوبو هو السبب في تفوقهم في الأداء.  

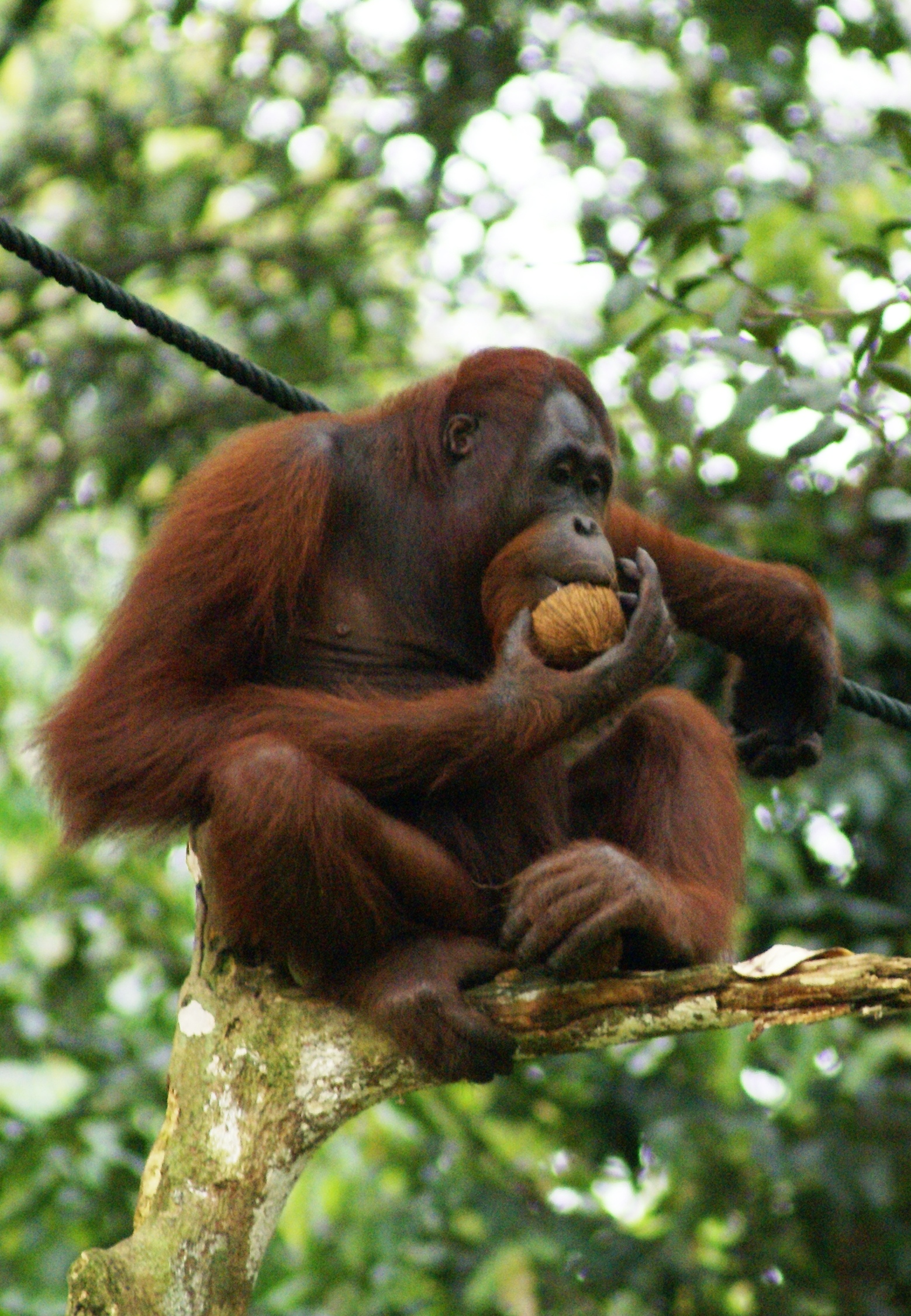
انسان الغابة

إنسان الغاب عبارة عن قرود تكون في الغالب منعزلة وتستخدم الأدوات.   قام تشالمو، ولاردوكس، وبرانديباس، وجالو باختبار القدرات التعاونية لزوج من إنسان الغاب، باستخدام جهاز بمقابض. يمكن للزوج الحصول على مكافأة الطعام فقط في حال قاموا بالسحب المتزامن . وبدون أي تدريب، نجح إنسان الغاب في الجلسة الأولى. وعلى مدى 30 جلسة، نجحت القردة بسرعة أكبر، بعد أن تعلمت التنسيق. خلال التجارب، وجد الباحثون زيادة في سلسلة من الإجراءات التي تشير إلى فهم التعاون: أولاً ينظر إلى الشريك؛ ثم إذا كان الشريك ممسكاً بالمقبض أو ساحباً له، يبدأ في السحب. 
وخلص الباحثون أيضًا إلى أن إنسان الغاب تعلم أن حضور الشريك ضروريٌّ لتحقيق النجاح.  فمثلاً، لاحظوا مع تقدم التجارب أن الوقت الذي يقضيه الفرد بمفرده أمام الجهاز قد انخفض.  في بعض الحالات، قام إحدى القرود (إنسان الغاب) بدفع شريكه نحو المقبض الحر، طالباً التعاون.  لاحظ الباحثون غياب التناسق حيث قام أحد القرود بكل المراقبة والتنسيق، بينما الآخر ظهر أنه يقوم بالسحب في حال كان الأول موجودًا.  لم يكن من الضروري تقاسم المكافآت بالتساوي حتى يظهر النجاح، حيث أن إحدى تلك القرود حاز على 92% من الطعام. قام هذا القرد بتوقع سقوط الطعام ومد يده أولاً، قبل أن يقوم بطلب المساعدة من شريكه.  خلص تشالمو ولاردوكس وبرانديباس وجالو إلى أن القردة بدت وكأنها تفهم متطلبات المهمة التعاونية. 

#### الكبوشيون

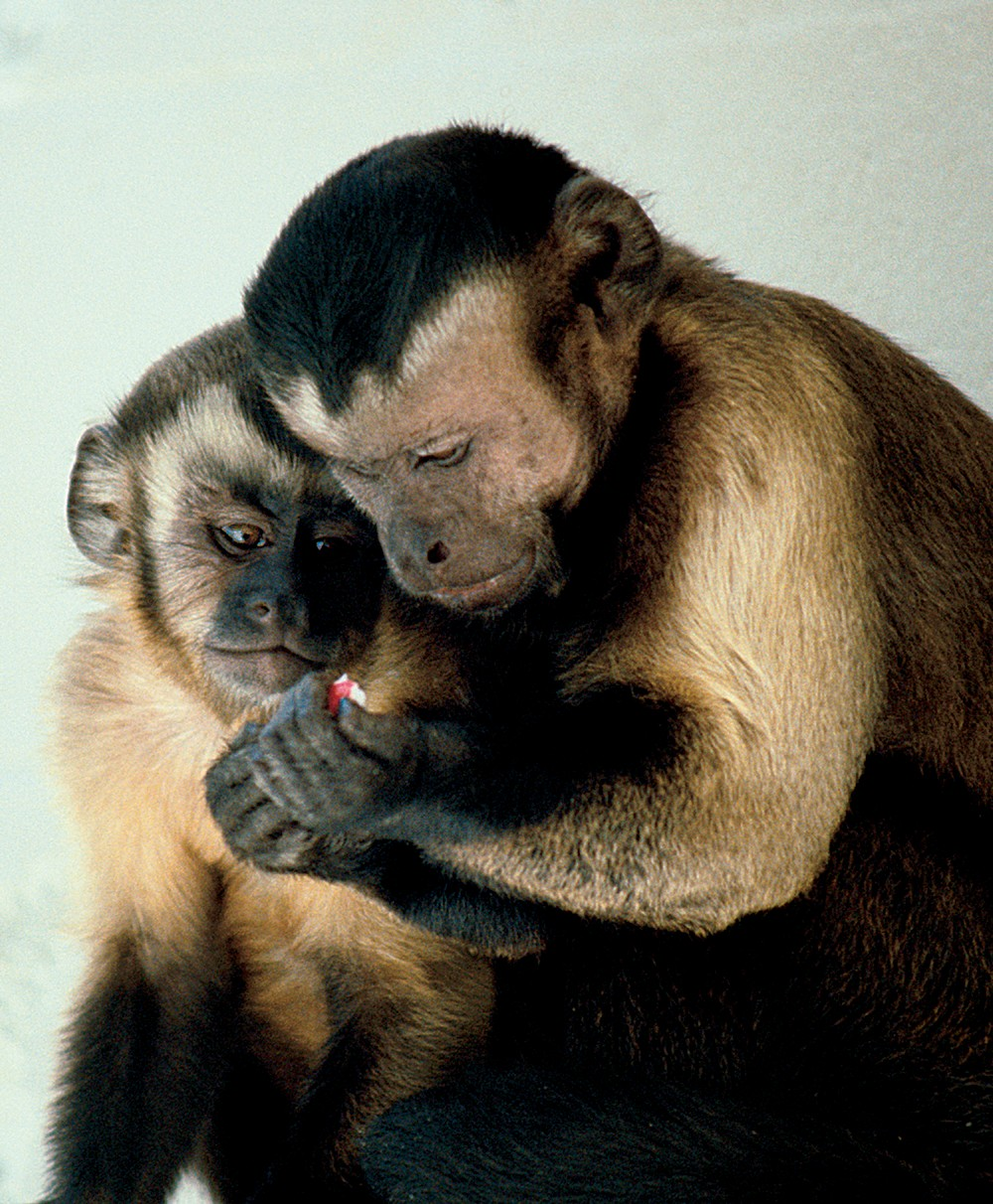
القرود الكبوشية

الكبوشيون هي قرود ذات أدمغة كبيرة تصطاد أحيانًا بشكل تعاوني في البرية وتُظهر، بالنسبة للرئيسيات غير البشرية، مستويات عالية بشكل غير عادي من التسامح الاجتماعي حول الطعام.   التجارب المبكرة لم تنجح في إثبات قدرتهم على التعاون. شملت هذه الاختبارات اضطرار الكبوشيين إلى سحب المقابض أو الضغط على الرافعات في أجهزة معقدة لم تفهمها الحيوانات.   عندما كان الشريك يسحب المقبض؛ لم يقوموا بسحبه كثيراً واستمر كل من المشاركين المبتدئين وذوي الخبرة في السحب حتى في المواقف التي كان من المستحيل النجاح فيها. وخلص فيسالبيرغي وكوارانتوتي وترانشيدا إلى أنه لا يوجد دليل على تقدير الدور الذي يلعبه الشريك. 
عندما تبنى دي وال وبروسنان نموذج كروفورد للسحب، حدث الاختبار الأول الذي أظهر دليلًا على التعاون في الكبوشيين. قاموا بوضع اثنين من القرود الأسيرة في أقسام متجاورة من غرفة الاختبار، مع وجود حاجز شبكي بينهما. ووضعوا أمامهم جهاز يتكون من صينية ذات ثقل موازن مع قضيبي سحب وكوبين للطعام. كل قرد كان قادراً على الوصول إلى لوح واحد فقط وكوب طعام واحد، ولكن كان لا يزال بإمكانه رؤية كوبي الطعام وقضيبي السحب، وكان كوبًا واحدًا فقط مملوءاً بالطعام. كانت الصينية ثقيلة جدًا بحيث لا يمكن لقرد واحد فقط أن يسحبها إليه، وقد تم تحديد الأوزان على مدار ثلاث سنوات من التجارب. حتى يتم تحريك الصينية يحتاج القردان أن يعملا معًا ويقوما بعملية السحب معاً، مما يمكن أحدهما من التقاط الطعام. كانت القرود المدربة أكثر نجاحًا إذا حصل كلا الشريكان على مكافآت بعد السحب مما لو حصل أحدهما فقط علىيها. انخفض معدل السحب بشكل ملحوظ عندما كانت القرود بمفردها في الجهاز، مما يشير إلى فهم الحاجة إلى شريك.  وفي اختبارات لاحقة، تم استبدال حاجز الشبكة بحاجز معتم به ثقب صغير، وبالتالي يكون بإمكان القرود رؤية الحاجز الآخر هناك ولكن ليس أفعالهم. ومن نتائج هذا أنه سبّب انخفاض كبير في النجاح في التعاون.  
استخدم دي وال وبيرجر نموذج السحب التعاوني لدراسة اقتصاديات الحيوان. وقارنوا السلوك عندما تم تحميل كلا الوعاءين الشفافين بالطعام وعندما تم تحميل وعاء واحد فقط، ومع مهمة فردية حيث كان الشريك مجرد مراقب وغير قادر على المساعدة. على الرغم من أنه قد يكون وعاؤها فارغًا بالإضافة إلا أنه لم يكن مؤكداً إذا كان شريكها سيشاركها الطعام أم لا ولكن مع هذا فإن القرود الكبوشية الأسيرة كانت على استعداد للسحب. وفي 90% من الحالات، كان مالك الطعام يشاركه بالفعل في الطعام. تمت مشاركة الطعام في كثير من الأحيان إذا كان الشريك يعمل بالفعل من أجله بدلاً من كونه مجرد مراقب. 
قام بروسنان وفريمان ودي وال باختبار القرود الكبوشية الأسيرة على جهاز سحب القضبان بوجود مكافآت غير متساوية. ولكن لم يكن من الضروري توزيع المكافآت بالتساوي لتحقيق النجاح، الشيء الذي كان عكس توقعاتهم. المهم هو السلوك في موقف غير متكافئ: الأزواج التي تتناوب على أي قرد يحصل على الطعام ذي القيمة الأعلى كانت ناجحة في الحصول على المكافآت بنسبة أكثر من الضعف من الأزواج التي يهيمن فيها قرد واحد على الطعام ذي القيمة الأعلى. 

#### قرد الطمارين

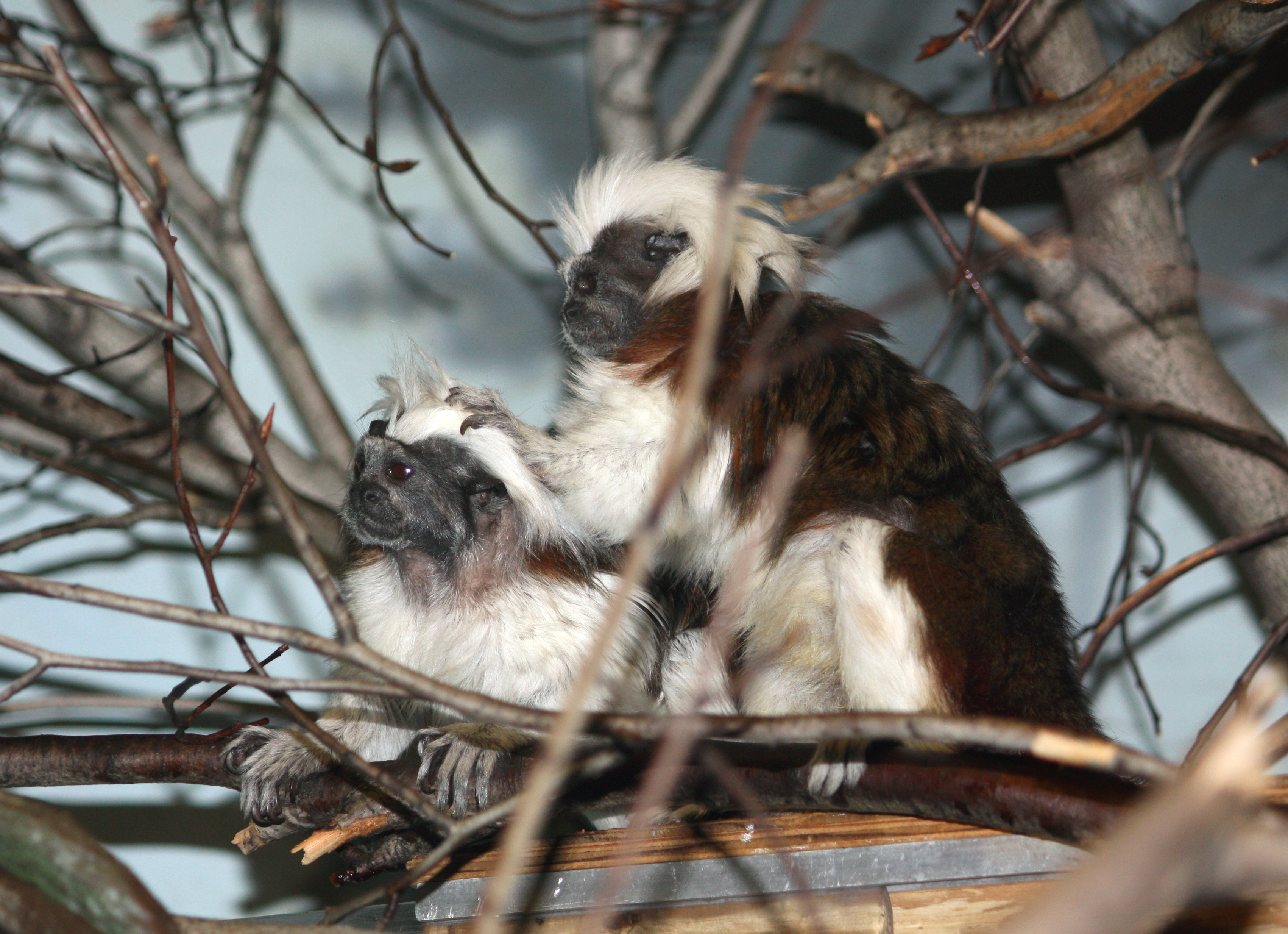
قردة الطمارين قطنية الرأس

الطمارين قطنية الرأس هي قرود صغيرة تعتني بصغارها بشكل تعاوني في البرية.  قام كرونين وكوريان وسنودون باختبار ثمانية قرود من الطمارين قطنية الرأس الأسيرة في سلسلة من تجارب السحب التعاونية.  تم وضع قردين على جانبين متقابلين من جهاز شفاف يحتوي على الطعام. سيسقط الطعام لهما للحصول عليه: فقط إذا قام كلا القردين بسحب مقبض على جانبهما من الجهاز نحو نفسيهما في نفس الوقت.  في البداية تم تدريب قرد الطمارين على استخدام المقابض بنجاح بأنفسهم.  في اختبار سحب المفاصل، نجحت الأزواج في 96% من التجارب. 
ثم في دراسة ثانية أجراها الباحثون اختبروا فيها قرد الطمارين بمفرده.  أوضحت النتائج أن معدل سحب قرد الطمارين للمقبض عندما يكون بمفرده أمام الجهاز أقل منه عندما يكون بحضور شريك.  استنتج كرونين وكوريان وسنودون من هذا أن قرد الطمارين قطني الرأس لديه فهم جيد للتعاون.  يقترحون أن قرد الطمارين ذو الرأس القطني قد طور سلوكًا تعاونيًا باعتباره تكيفًا معرفيًا. 

#### قرود المكاك

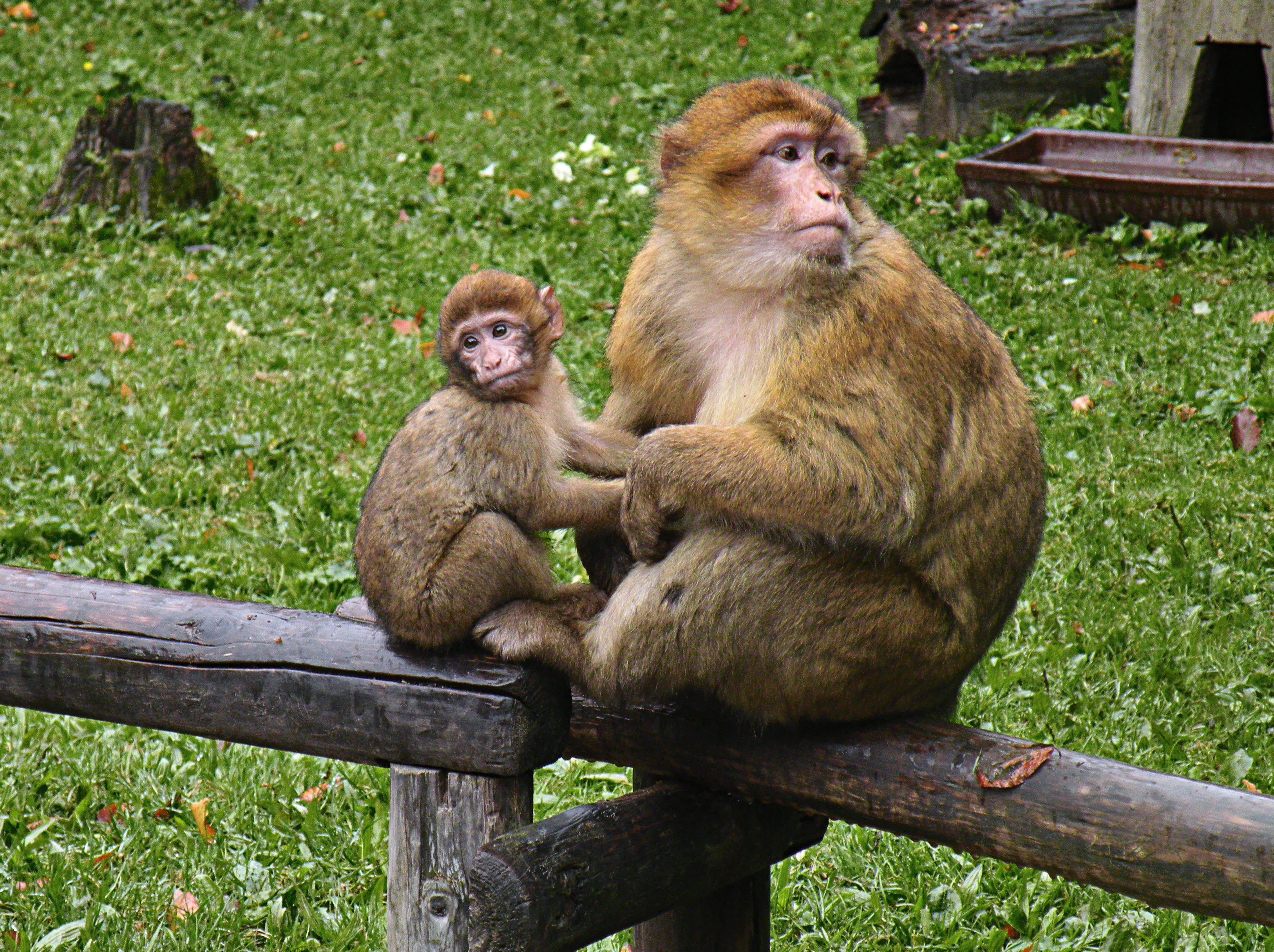
قرود المكاك البربرية

قام موليستي وماجولو باختبار مجموعة من قرود المكاك البربري البرية في المغرب لمعرفة ما إذا كانت ستتعاون، وإذا تعاونت، فما الذي يحدد اختيار شريكها. البيئات الاجتماعية التي تعيش فيها قرود المكاك معقدة وتعتبر قرود المكاك متسامحة اجتماعيًا نسبيًا. بعد التدريب الفردي، قدم الباحثون جهازًا فضفاضًا للمهمة التعاونية، وكان للحيوانات حرية استخدامه.  معظم الحيوانات التي اجتازت التدريب الفردي نجحت في التعاون التلقائي للحصول على الغذاء (22 من أصل 26). وكان أكثر من نصف الأزواج الذين اختاروا التعاون أزواجًا من اليافعين والبالغين. لم تتم ملاحظة أكثر من قردين يقومان بالسحب على الإطلاق؛ كان من النادر سرقة طعام الشريك.  بعد أول تعاون ناجح، كانوا يقومون بالسحب أكثر عندما يكون الشريك متاحًا بشكل مباشر، ولكن لم يكن هذا هو الحال دائمًا.  عندما يكون السحب بينما لا يمسك أحد الطرف الآخر من الحبل ربما يكون مجرد إشارة لتجنيد شريك حسب رأي موليستي وماجولو.  في تجارب مراقبة تم تقديمها عشوائياً بوجود الجهاز المنفرد، عندما لم تكن فيها بحاجة إلى شريك فضلت قرود المكاك الحصول على الطعام بمفردها. 
كان مدى تحمل القرد لقرد آخر مؤشرا جيدا لبدء التعاون. كما أن الشركاء الذين تربطهم روابط اجتماعية قوية يكونون أكثر نجاحًا. كان الأزواج المتماثلون في الطبع أكثر عرضة لبدء التعاون. يبدو أن جودة العلاقة تلعب دورًا مهمًا في الحفاظ على التعاون مع مرور الوقت. 

### الثدييات الأخرى

#### كلاب

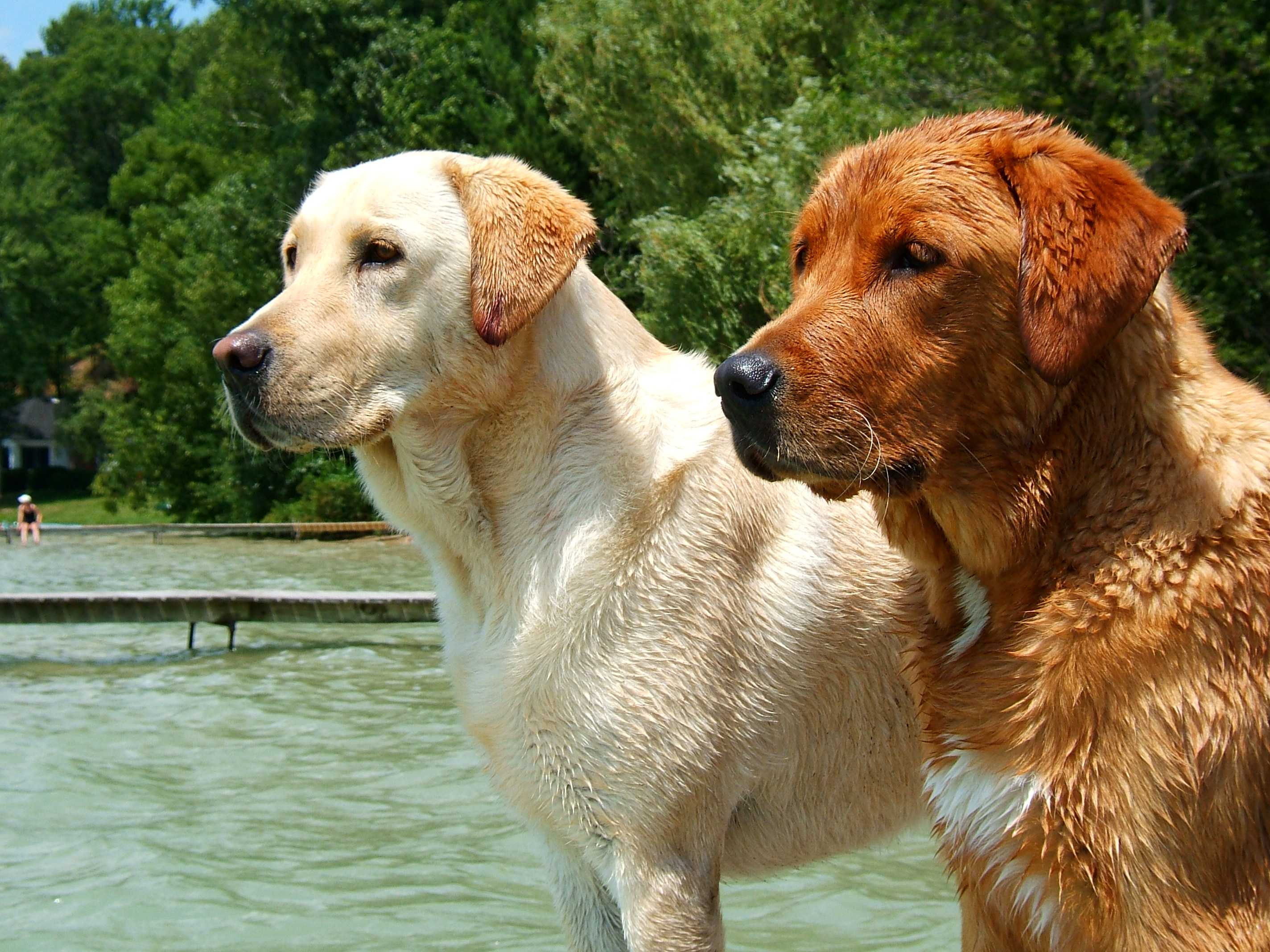
لابرادور ريتريفر (أحد السلالات العديدة المستخدمة في التجارب)

أدار أوستوييتش وكلايتون مهمة التعاون الفضفاضة للكلاب الأليفة. تم تكليف الكلاب الأليفة أولاً بمهمة فردية حيث كانت نهايات السلسلة قريبة بدرجة كافية حتى يتمكن كلب واحد من سحب كليهما. ثم تم منحهم اختبار نقل لتقييم قدرتهم على تعميم القاعدة التي تعلموها حديثًا على المواقف الجديدة. وأخيراً، تم إدارة المهمة المشتركة. تأتي أزواج الكلاب دائمًا من نفس المنزل. في نصف المهام المشتركة، تأخر أحد الزوجين لفترة قصيرة بسبب مسار العوائق.  استطاعت جميع الكلاب التي أتقنت المهمة الفردية من حل المهمة المشتركة خلال 60 تجربة.  في حالة التأخير، انتظر الكلب غير المتأخر قبل السحب معظم الوقت، ولكن لبضع ثوان فقط. خلص أوستوييتش وكلايتون إلى أن تثبيط الإجراء اللازم لم يكن سهلاً على الكلاب. لقد استبعدوا أن الكلاب تتجه ببساطة نحو أي خيط متحرك.  وأرجعوا النجاح إلى قدرة الكلاب على قراءة الإشارات الاجتماعية لسلوك شريكهم، لكنهم لم يستبعدوا أن ردود الفعل البصرية لرؤية المكافآت تقترب بشكل تدريجي لعبت أيضًا دورًا. 
النتائج مع الكلاب الأليفة تتناقض بشكل صارخ مع النتائج مع الكلاب القطيع، حيث أن كلاب القطيع نادرًا ما نجحت في الحصول على الطعام بناءً على دراسة أجراها مارشال بيسكيني، وشوارتز، وكوستيلنيك، وفيراني، ورينج. وافترض الباحثون أن مستوى التسامح لدى الكلاب الأليفة يتم تعزيزه لتسهيل التعاون من خلال تدريبها على عدم الانخراط في صراعات على الموارد. استخدموا كلاب القطيع للتنافس على الموارد مما يعيق التعاون. 

#### الفيلة

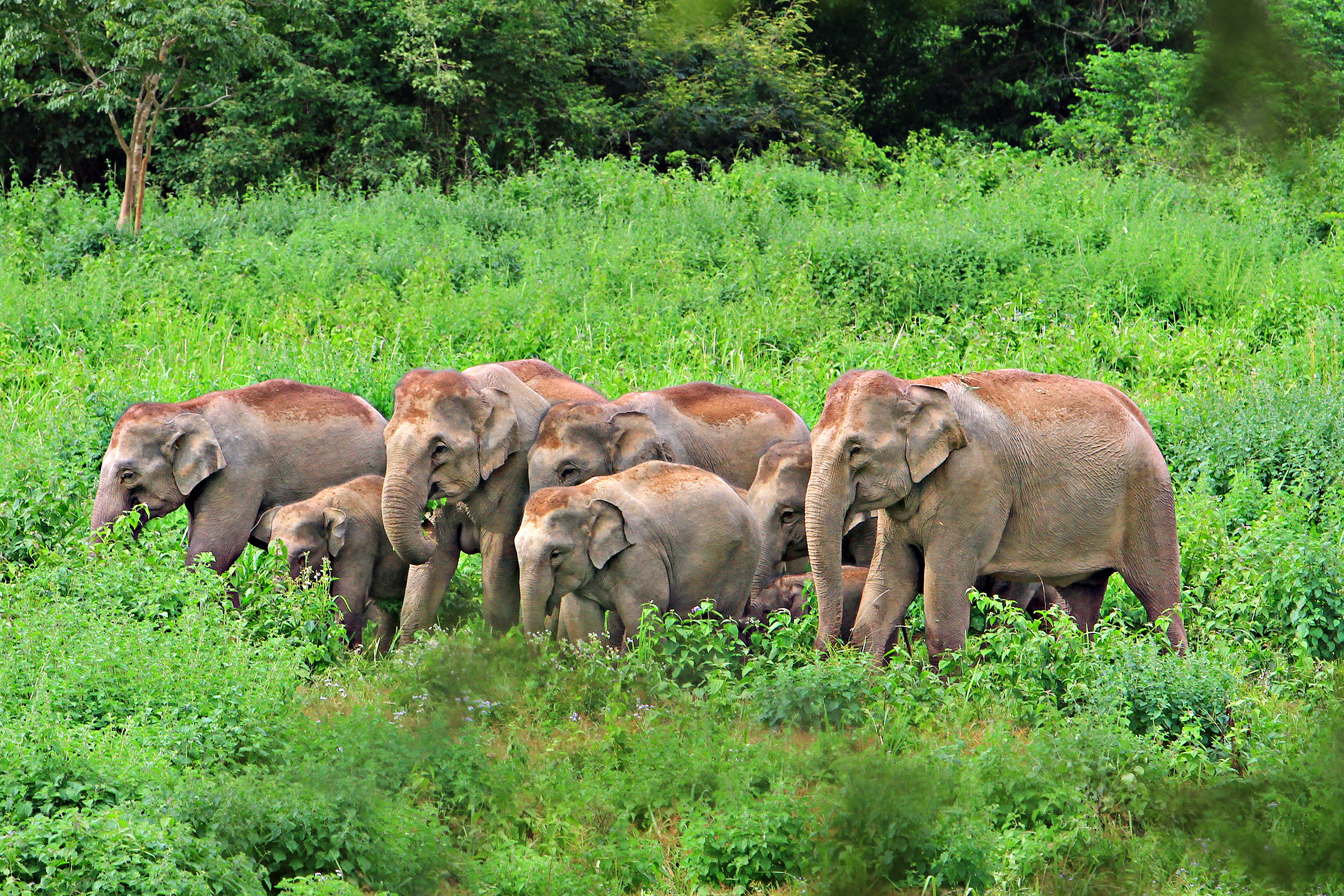
الفيلة الآسيوية

بنية الأفيال بنية اجتماعية معقدة وأدمغتها كبيرة تمكنها من حل العديد من المشاكل.  حجمهم وقوتهم لا يجعلونهم مرشحين سهلين للتجارب. قام الباحثون بلوتنيك ولاير وسوفاتشوكساهاكون ودي وال بتكييف الجهاز والمهمة مع متطلبات الأفيال. لقد قاموا بتدريب الأفيال الآسيوية الأسيرة على سحب منصة منزلقة بها طعام تجاه أنفسهم باستخدام حبل. بمجرد أن تمكنت الأفيال من هذه المهمة الفردية، قدم الباحثون جهازًا مفككًا عن طريق ربط الحبل حول المنصة. في البداية، أطلقوا فيلين في وقت واحد للسير جنبًا إلى جنب في مسارين حتى طرفي الحبل السائبين. قامت الفيلة بتنسيق تحركاتها واسترجاع الطعام باستخدام صناديقها. 
في هذه المرحلة، يمكنهم ببساطة تطبيق استراتيجية "شاهد الحبل، اسحب الحبل". لمعرفة إذا فهموا متطلبات المهمة، قدم الباحثون تأخيرًا لفيل واحد، في البداية لمدة 5 ثوانٍ وفي النهاية لمدة 45 ثانية. في البداية فشل الفيل الرئيسي في استعادة الطعام ولكن سرعان ما شوهد وهو ينتظر شريكًا. ومن خلال 60 تجربة، انتظر الفيل الأول الفيل الثاني قبل الانسحاب في معظم الحالات.  وفي مراقبة أخرى، منع الباحثون وصول الفيل الثاني إلى نهاية الحبل. في جميع هذه الحالات تقريبًا، لم يسحب الفيل الأول الحبل، وعاد أربعة من أصل ستة فيلة عندما شاهدوا أن طرف الحبل الآخر لن يستطيع شريكهم الوصول إليه. وخلص الباحثون إلى أن هذا يدل على إدراك الأفيال حاجتها لشريكها ووصولها إلى الحبل لكي تحقق النجاح.  لم يسحب أحد الفيلة الحبل مطلقًا، بل وضعت قدمها على الحبل ببساطة وتركت شريكها يقوم بكل عملية السحب. وقام آخر بانتظار إطلاق سراح شريكه عند خط البداية عوضاً عن الانتظار عند الحبل.  لقد أثبتوا أن الأفيال تظهر ميلًا نحو التعاون المتعمد. إن السرعة التي تعلموا بها المكونات الحاسمة للتعاون الناجح تضعهم على قدم المساواة مع الشمبانزي والبونوبو. 

## الحواشي
1. ↑  Werdenich and Huber investigated cooperation in قشة (سعدان)s (Callithrix jacchus) using an experimental set-up where only one monkey pulled instead of both.[40] They first trained eight marmosets in a solo task to pull a handle to bring a food reward within reach. Next, 16 pairs were given the cooperation test with a modified apparatus such that it required one monkey, the producer, to pull a handle so the other one, the scrounger, could grab a bowl with food, a single reward. All marmosets were willing and able to cooperate at least once. But only half of all pairings solved the task; primarily pairs in which the dominant monkey was the scrounger were successful. The researchers determined that tolerance of higher-ranking marmosets was an important factor in cooperation success.[40] Marmosets are cooperative breeders with cognitive abilities far lower than apes.[41]
2. ↑  Vail, Manica, and Bshary showed that, like chimpanzees, coral trout (Plectropomus leopardus) too can choose appropriately when and with whom to collaborate. They found this in the context of a set-up of a collaborative hunting relationship with moray eels, using experiments analogous to cooperative pulling tasks with chimpanzees but modified to be ecologically relevant to trout.[87]

## روابط خارجية
- أول تجربة سحب تعاونية على الإطلاق (فيديو) كروفورد (1937)
- الفيلة في تجربة السحب التعاونية (فيديو) بلوتنيك وآخرون. (2011)
- الذئاب والكلاب في تجربة السحب التعاونية (فيديو) مارشال بيسكيني وآخرون. (2017)
- الشمبانزي في تجربة السحب التعاونية (فيديو) سوشاك وآخرون. (2014)
- TED Talk السلوك الأخلاقي عند الحيوانات (فيديو) فرانس دي وال